# Žepa (rijeka)
Žepa  je rijeka u Bosni i Hercegovini.
Rijeka Žepa je duga oko 12 kilometara. Ulijeva se u rijeku Drinu, čija je lijeva pritoka. Postoje dva mosta na Žepi koja potječu iz vremena osmanske vladavine, a jedan je od njih uvršten na privremeni popis nacionalnih spomenika BiH. U rijeci ima potočne pastrve.